# Shim Sung-bo
Dans ce nom coréen, le nom de famille, Shim, précède le nom personnel.
Shim Sung-bo est un scénariste et réalisateur sud-coréen.

## Filmographie

### Scénariste
- 2003 : Memories of Murder
- 2004 : Lin xin ru han guo fang wen ji (téléfilm)
- 2014 : Sea Fog : Les Clandestins

### Réalisateur
- 2014 : Sea Fog : Les Clandestins